# Noguerornis
Noguerornis es un género de avialano extinto perteneciente al clado Enantiornithes y posiblemente emparentada con Iberomesornis. Vivió durante el Cretácico inferior (Barremiense temprano), hace unos 130 millones de años, y se conoce a partir de fósiles hallados en la Formación La Pedrera de Rúbies en El Montsec, España.